# Overby
Overby is een plaats in de Deense regio Midden-Jutland, gemeente Hedensted, en telt 218 inwoners (2008).